# Грегор Тейт
Грегор Тейт (англ. Gregor Tait, 20 квітня 1979) — британський плавець.
Учасник Олімпійських Ігор 2004, 2008 років.
Призер Чемпіонату Європи з плавання на короткій воді 2001 року.
Переможець Ігор Співдружності 2006 року, призер 2002 року.